# Wih Nongkal
Wih Nongkal is een bestuurslaag in het regentschap Aceh Tengah van de provincie Atjeh, Indonesië. Wih Nongkal telt 174 inwoners (volkstelling 2010).